# Brie de Melun
Brie de Melun AOP is een Franse traditionele, rauwmelkse witte korstkaas van koemelk met het AOC- en AOP-keur.
De naam komt van de historische regio Brie, 50 km ten oosten van Parijs, en de vlakte van Melun. De kaas behoort tot de zogenaamde zachte witte-korstkazen. Hij is een van de 44 Franse kazen en een van de twee brie kazen die het roodgele Europese AOC/AOP-keurmerk, dat sinds januari 2012 het AOC-label vervangt, mag voeren. Samen met de Brie de Meaux wordt hij beschouwd als de oudste brie.